# Feldjägerregiment 2
Das Feldjägerregiment 2 (FJgRgt 2) wurde zum 1. Oktober 2013 im Rahmen der Neuausrichtung der Bundeswehr aufgestellt. Der Stab, die Stabs- und Versorgungskompanie, eine Feldjägereinsatzkompanie, eine unterstellte ZAW-Betreuungsstelle sowie ein Ergänzungstruppenteil befinden sich in der Waldkaserne in Hilden (Nordrhein-Westfalen). Der Verantwortungs- und Zuständigkeitsbereich des Regimentes umfasst die Bundesländer Niedersachsen, Bremen, Nordrhein-Westfalen, Hessen, Rheinland-Pfalz und Saarland, in denen weitere sieben Feldjägereinsatzkompanien und zwei weitere Ergänzungstruppenteile disloziert sind.
Erster Kommandeur dieses aus den Feldjägerbataillonen 152, 251 und 252 hervorgegangenen Verbandes war von 2013 bis 2015 Oberst Sandro Wiesner. 

## Geschichte
Der Kommandeur des Kommandos Feldjäger der Bundeswehr, Brigadegeneral Udo Schnittker, führte am 26. September 2013 in Hannover die formale Außerdienststellung der Feldjägerbataillone und die Indienststellung der Feldjägerregimenter durch.

## Gliederung
Dem Feldjägerregiment 2 unterstehen folgende Kompanien.
- 1./FJgRgt 2 – Waldkaserne, Hilden (Stabs- und Versorgungskompanie)
- 2./FJgRgt 2 – Munster (Feldjägerdienstkommando)
- 3./FJgRgt 2 – Hannover / Scharnhorst-Kaserne (Feldjägerdienstkommando)
- 4./FJgRgt 2 – Wilhelmshaven (Feldjägerdienstkommando)
- 5./FJgRgt 2 – Augustdorf (Feldjägerdienstkommando)
- 6./FJgRgt 2 – Bonn / Brückberg-Kaserne, Siegburg (Feldjägerdienstkommando und Ehreneskorte)[3]
- 7./FJgRgt 2 – Waldkaserne, Hilden (Feldjägerdienstkommando)
- 8./FJgRgt 2 – Mainz (Feldjägerdienstkommando)
- 9./FJgRgt 2 – Fritzlar (Feldjägerdienstkommando)
- 13./FJgRgt 2 - Saarlouis (Feldjägerdienstkommando)

Ergänzungstruppenteile:
- 10./FJgRgt 2 (ErgTrTl 2) – Hannover
- 11./FJgRgt 2 (ErgTrTl 2) – Mainz
- 12./FJgRgt 2 (ErgTrTl 2) – Hilden

und die ZAW-Betreuungsstelle – Hilden